# Приголосний звук
При́голосний звук, су́гласник, співзвук, шелесті́вка — звук, що твориться за допомогою голосу й шуму або тільки шуму.
При його вимові струмінь видихуваного повітря, проходячи через ротову порожнину, натрапляє на різноманітні перешкоди. Існують також так звані інгресивні звуки, що утворюються при вдиханні повітря. Приголосний звук має напружену артикуляцію.
В українській мові є 32 приголосні фонеми.

## За акустичною ознакою
- сонорні приголосні
- шумні приголосні
  - дзвінкі приголосні
  - глухі приголосні

## За місцем творення
- Губний приголосний — Labial consonant
Губно-губний приголосний — Bilabial consonant
Губно-задньопіднебінний приголосний (губно-велярний) — Labial-velar consonant
Губно-ясенний приголосний (губно-альвеолярний) — Labial-alveolar consonant
Губно-зубний приголосний — Labiodental consonant
- Язикові
  - Передньоязиковий приголосний — Coronal consonant
    - Зубний приголосний — Dental consonant
    - Ясенний приголосний (альвеолярний) — Alveolar consonant
    - Заясенний приголосний (постальвеолярний) — Postalveolar consonant
    - Ретрофлексний приголосний — Retroflex consonant

  - Середньоязиковий приголосний (дорсальний) — Dorsal consonant
    - Піднебінний приголосний (палатальний) — Palatal consonant
      - Губно-піднебінний приголосний (лабіально-палатальний) — Labial-palatal consonant
      - Задньоязиковий приголосний (велярний) — Velar consonant

    - Язичковий приголосний (увулярний) — Uvular consonant
      - Язичково-надгортанний приголосний (увулярно-епіглотальний) — Uvular-epiglottal consonant

  - Задньоязиковий приголосний (радикальний) — Radical consonant
    - Глотковий приголосний (фарингальний) — Pharyngeal consonant
    - Надгортанний приголосний (епіглотальний) — Epiglottal consonant
    - Надгортанно-глотковий приголосний (епіглотальний) — Epiglotto-pharyngeal consonant

- Гортанний приголосний (голосової щілини) — Glottal consonant

## За способом творення
- Носовий приголосний — Nasal consonant
- Проривний приголосний — Plosive consonant
- Щілинний приголосний (фрикатив) — Fricative consonant
- Сонорний щілинний приголосний (апроксимант) — Approximant consonant

- Дрижачий приголосний — Trill consonant
- Одноударний приголосний — Flap (Tap) consonant
- Боковий щілинний приголосний (латеральний фрикатив) — Lateral Fricative consonant
- Боковий сонорний щілинний приголосний (латеральний апроксимант) — Lateral Approximant consonant
- Боковий одноударний приголосний — Lateral Flap consonant

## За додатковою артикуляцією
- М'які (палаталізовані)
- тверді
- аспірати (придихові)
- абруптивні
- огублені (лабіалізовані)

## За тривалістю мовлення
- довгі приголосні
- короткі приголосні